# هوارد كوك
هوارد كوك (بالإنجليزية: Howard Cook)‏ هو رسام أمريكي، ولد في 16 يوليو 1901 في سبرينغفيلد في الولايات المتحدة، وتوفي في 1980 في سانتا فيه في الولايات المتحدة.